# Bioplastice
Bioplasticele sunt materiale plastice produse din surse regenerabile de biomasă, cum ar fi grăsimile și uleiurile vegetale, amidonul de porumb, paiele, așchiile de lemn, rumegușul, deșeurile alimentare reciclate etc. Unele bioplastice sunt obținute prin procesare directă din biopolimeri naturali, inclusiv polizaharide (de exemplu, amidon, celuloză, chitosan și alginat) și proteine (de exemplu, proteine din soia, gluten și gelatină), în timp ce altele sunt sintetizate chimic din derivați de zahăr (de exemplu, acid lactic) și lipide (uleiuri și grăsimi) provenite fie din plante, fie din animale, sau generate biologic prin fermentarea zaharurilor sau a lipidelor. În schimb, materialele plastice obișnuite, cum ar fi materialele plastice pe bază de combustibili fosili (denumite și polimeri pe bază de petrol), sunt derivate din petrol sau gaze naturale.
În 2014, bioplasticele reprezentau aproximativ 0,2% din piața mondială a polimerilor (300 de milioane de tone). Deși bioplasticele nu sunt semnificative din punct de vedere comercial, cercetările continuă pe această temă.
Pe lângă faptul că sunt decuplate de industria petrochimică, bioplasticele sunt atractive pentru că pot fi biodegradabile. Nu toate bioplasticele sunt biodegradabile și nici nu se biodegradează mai ușor decât materialele plastice de bază derivate din combustibili fosili.